# Pat Evison
Dame Helen June Patricia Evison, DBE, (* 2. Juni 1924 in Dunedin, Neuseeland, besser bekannt als Pat Evison; † 30. Mai 2010) war eine neuseeländische Schauspielerin. In Deutschland wurde sie durch ihre Rolle als Violet Carnegie in der Serie Die fliegenden Ärzte bekannt.

## Leben
Helen Evison besuchte eine Schule in Masterton und ging anschließend an die Victoria University of Wellington um ein geisteswissenschaftliches Studium aufzunehmen. Dieses setzte sie an der University of Auckland und dem Teacher’s Training College fort. Sie war eine der ersten Neuseeländerinnen, die ein Stipendium für das Londoner Old Vic Theatre erhielt, um dort Regie zu studieren. Nach ihrem Abschluss arbeitet sie zunächst als Regieassistentin am selben Theater und nahm daneben einige Hörspiele auf, bevor sie wieder nach Neuseeland zurückkehrte um als freie Regisseurin zu arbeiten. Während dieser Zeit wurde sie am Downstage Theatre in Wellington als Schauspielerin engagiert. Im Fernsehen war sie das erste Mal in einer kleinen Rolle in dem Fernsehspiel All earth to love zu sehen. Daran knüpften gelegentliche Gastauftritte in der Comedy-Serie In View of the Circumstances an. 1971 spielte Evison die eigens für sie geschriebene Rolle der Ladenbesitzerin Phyllis Telford in der Fernsehserie Pukemanu. Diese Rolle veränderte nach Selbstaussage Evisons in ihrer Autobiografie (Happy Days in Muckle Flugga) ihr Leben, da sie ihr unter dem Spitznamen Mrs. Pukemanu landesweite Bekanntheit verschaffte. In der erfolgreichen australischen Fernsehserie Die fliegenden Ärzte spielte sie schließlich erneut die Rolle einer eigenwilligen Ladenbesitzerin. Pat Evison war verheiratet und hat drei Kinder.

## Auszeichnungen
1979 wurde Evison für ihre Rolle als Beste Nebendarstellerin mit dem Australian Film Institute Award für den Film Tim, kann das Liebe sein? ausgezeichnet. Dort spielte sie die Mutter des von Mel Gibson gespielten Tim Melville, der wiederum als Bester Schauspieler ausgezeichnet wurde.
1980 verlieh ihr Königin Elisabeth II. den Titel einer Dame für ihre Verdienste um das Theater. 1993 wurde sie zudem für ihr gesellschaftliches und professionelles Engagement zur Dame Commander ernannt.

## Filmografie
- 1971–72 Pukemanu
- 1976: Eine Frau geht ihren Weg
- 1979: Tim, kann das Liebe sein?
- 1980: Am Ende des Tales
- 1982: Starstruck
- 1984: Jonasi und die Schildkröte
- 1986: Emmas Krieg
- 1986–1988: Die fliegenden Ärzte
- 1990: Ferien mit Sindbad
- 1991: Mein Großvater ist ein Vampir